# Zilvermeercross
Der Zilvermeercross ist ein Cyclocrossrennen, das auf dem Gebiet der belgischen Gemeinde Mol ausgetragen wird.

## Geschichte

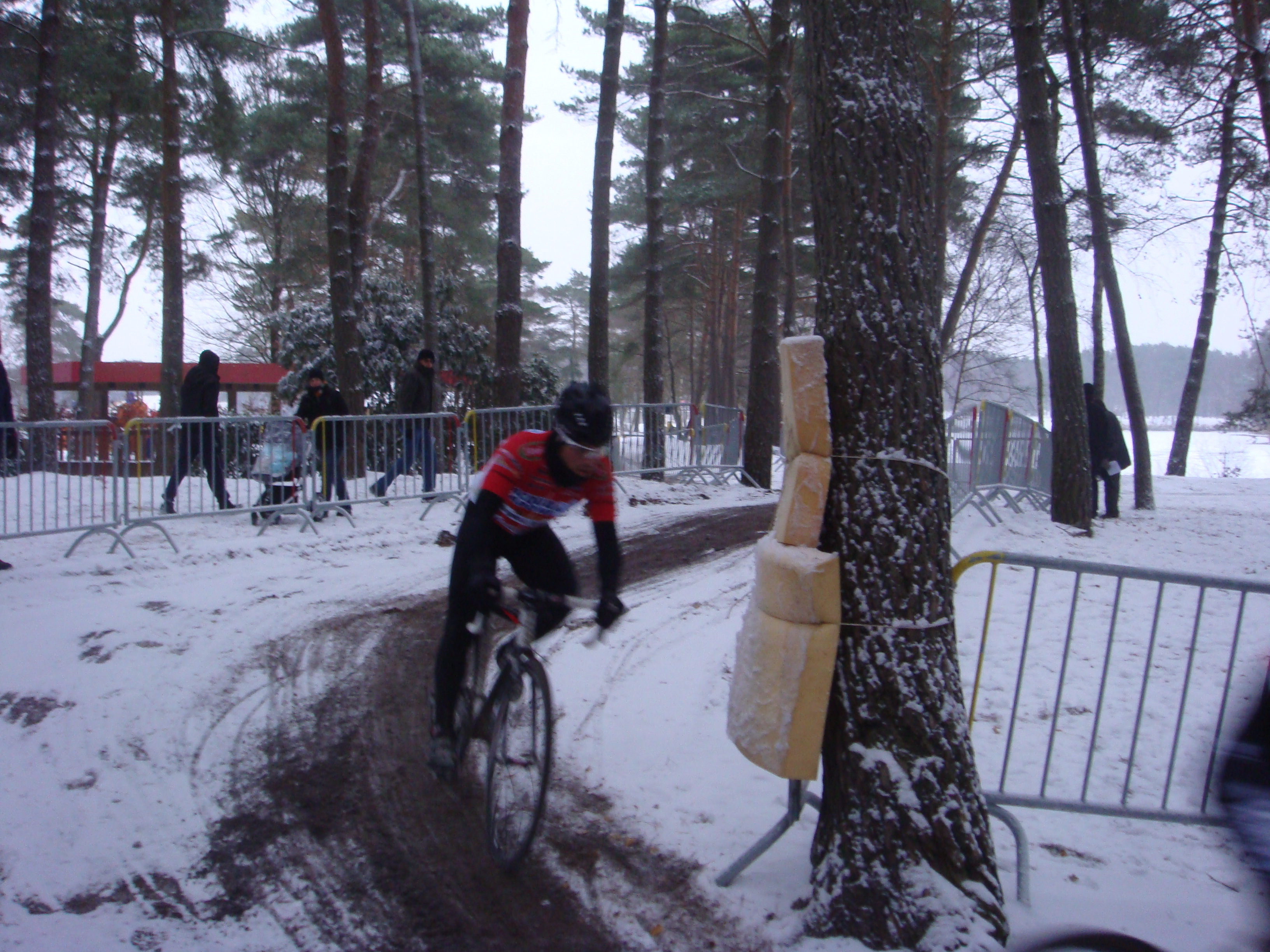
Der Parcours im Winter, hier mit Luca Paolini anlässlich der Cyclocross-Masters-WM 2010.

Das Rennen wurde 2014 ins Leben gerufen und findet im Freizeitpark Zilvermeer außerhalb von Mol statt. Dieser ist benannt nach einem der dort befindlichen Baggerseen, die durch den Betrieb einer Sandgrube entstanden. Die markanteste Stelle des Rennens ist denn auch die Passage der Fahrer entlang des Sandstrands. Der Name des Sees leitet sich von der Farbe des Sands ab, aber auch Der Schatz im Silbersee scheint dabei eine Rolle gespielt zu haben.
Vor der Einrichtung eines Elite-Rennens waren Mol und das Zilvermeer lange Jahre lang Austragungsort der Cyclocross-Weltmeisterschaften für Masters. Mehrfach (1987, 2001, 2013) waren auch die belgischen Meisterschaften dort. Einige Male wurde das Rennen abends bei Kunstlicht abgehalten.
Das Rennen wird seit Anbeginn für Männer und Frauen abgehalten. Sein Termin ist grundsätzlich im Dezember, in der Saison 2020/2021 fand er auch im Januar statt. Bis dahin wurde das Rennen als losse cross organisiert, also ohne einer größeren Rennserie anzugehören; dennoch erfreute es sich guten Zuspruchs und weist bei Männern wie Frauen mehrere Weltmeister in seiner Siegerliste auf. Nachdem 2021/2022 aufgrund mangelnder Sponsoren-Verträge eine Pause eingelegt werden musste, schlossen sich die Organisatoren zunächst dem Exact Cross an, 2024 dann dem Superprestige.

## Siegerliste

### Männer
- 2014:  Wout van Aert
- 2015:  Wout van Aert
- 2016:  Mathieu van der Poel
- 2017:  David van der Poel
- 2018:  Corné van Kessel
- 2019:  Mathieu van der Poel
- 2021 (Jan):  Wout van Aert
- 2021 (Dez): nicht ausgetragen
- 2022:  Wout van Aert
- 2023:  Mathieu van der Poel
- 2024:  Mathieu van der Poel

### Frauen
- 2014:  Sabrina Stultiens
- 2015:  Jolien Verschueren
- 2016:  Sanne Cant
- 2017:  Lucinda Brand
- 2018:  Sanne Cant
- 2019:  Laura Verdonschot
- 2021 (Jan):  Lucinda Brand
- 2021 (Dez): nicht ausgetragen
- 2022:  Shirin van Anrooij
- 2023:  Lucinda Brand
- 2024:  Ceylin del Carmen Alvarado